# Belgie na Letních olympijských hrách 2000
Belgie se účastnila Letní olympiády 2000. Zastupovalo ji 68 sportovců (36 mužů a 32 žen) v 16 sportech.

## Medailisté
| Medaile | Jméno                                 | Sport      | Soutěž             |
| ------- | ------------------------------------- | ---------- | ------------------ |
| Stříbro | Filip Meirhaeghe                      | Cyklistika | Muži cross-country |
| Stříbro | Etienne De Wilde Matthew Gilmore      | Cyklistika | Muži madison       |
| Bronz   | Ann Simonsová                         | Judo       | Ženy do 48 kg      |
| Bronz   | Gella Vandecaveyeová                  | Judo       | Ženy do 63 kg      |
| Bronz   | Els Callensová Dominique van Roostová | Tenis      | Ženy čtyřhra       |